# برو جلو (فیلم ۱۹۴۷)
برو جلو (به هندی: Aage Badho) و (به انگلیسی: March Ahead) فیلمی هندی محصول سال ۱۹۴۷ و به کارگردانی یشوانت پتکار است. در این فیلم بازیگرانی همچون دو آناند، خورشید بانو و کامالا کوتنیس ایفای نقش کرده‌اند.